# Comuna Piddnistreanî, Jîdaciv
Piddnistreanî (în ucraineană Піддністряни) este o comună în raionul Jîdaciv, regiunea Liov, Ucraina, formată din satele Kameane, Piddnistreanî (reședința) și Rudkivți.

## Demografie
Componența lingvistică a comunei Piddnistreanî
     Ucraineană (99,67%)
     Alte limbi (0,33%)
Conform recensământului din 2001, majoritatea populației comunei Piddnistreanî era vorbitoare de ucraineană (99,67%), existând în minoritate și vorbitori de alte limbi.